# Division III (NCAA)
La Division III (abrégée en D3 ou D-III) est le troisième niveau et le niveau le plus bas du sport universitaire de la National Collegiate Athletic Association (NCAA) aux États-Unis, les niveaux supérieurs étant la Division I et la Division II.
La Division III ne permet pas à ses membres d'offrir de bourse sportive à leurs athlètes-étudiant[e]s.
Initialement, la NCAA était divisée en deux divisions : la University Division et la College Division. En 1956, la College Division était composée des plus petites universités et colleges qui n'avaient ni les moyens ni les ressources des plus grands programmes sportifs du pays. Elle éclate à nouveau en 1973 lorsque la NCAA renomme la University Division en Division I et divise la College Division entre la Division II et la Division III, la DII permettant à ses membres d'offrir des bourses sportives contrairement à la D-III.
La Division III est la plus large Division de la NCAA puisqu'elle compte environ 450 institutions dont 80% sont des établissements privés et 20% sont publics. Ces établissement comptent en moyenne 2 750 étudiants athlètes, les plus petits n'en comptant que 418 et les plus importants 38 000. 40% de l'ensemble des étudiants athlètes de la NCAA participent aux compétitions de la D-III.

## Conditions d'adhésion
Les institutions de la division III doivent avoir au moins trois programmes sportifs pour hommes et trois pour femmes dont les rencontres sont réparties sur toute une saison. Les équipes mixtes (composées à la fois d'hommes et de femmes) sont considérées comme des équipes masculines à des fins de parrainage sportif. Une caractéristique spécifique de la D-III réside dans le nombre total de sports requis par établissement, celui-ci étant variant en fonction du nombre d'inscription à temps plein d'étudiants-athlètes de première année. Les établissements ayant un nombre d'inscription de maximum 1 000 élèves doivent parrainer cinq sports masculins et cinq sports féminins tandis que ceux dont les inscriptions sont plus importantes doivent en parrainer six pour chaque sexe. Les établissements qui parrainent des programmes sportifs pour un seul sexe (les écoles non mixtes, plus quelques écoles historiquement réservées aux femmes qui sont désormais mixtes) n'ont qu'à satisfaire aux exigences de parrainage pour ce sexe. Il y a des règles minimales de concours/matchs et des minimums de participants pour chaque sport à respecter,.
Les programmes sportifs de la Division III sont des programmes parascolaires non générateurs de revenus, le personnel (entraîneurs, soigneurs...) étant financé comme tout autre département universitaire. Ils présentent des étudiants-athlètes qui ne reçoivent aucune aide financière liée à leur capacité sportive Les étudiants-athlètes ne peuvent pas obtenir le statut de redshirt comme étudiants de première année et les écoles ne peuvent pas utiliser des dotations ou des fonds dont le but principal est de sponsoriser les programmes sportifs.
Les établissements de la division III « n'accorderont aucune aide financière à un élève sur la base de son leadership, de ses capacités, de sa participation ou de ses performances sportives ». L'aide financière accordée aux étudiants-athlètes doit être accordée selon les mêmes procédures que pour le corps étudiant général et la proportion de l'aide financière totale accordée aux étudiants-athlètes « doit être à peu près équivalente au pourcentage d'étudiants-athlètes au sein du corps étudiant ». L'interdiction des bourses est strictement appliquée. À titre d'exemple du sérieux avec lequel la NCAA applique cette règle, en 2005, le MacMurray College est devenu la cinquième institution sanctionnée d'une suspension d'activité sportive après que son programme de tennis masculin ait accordé des subventions aux joueurs nés à l'étranger (pour ce cas, suspension de deux saisons de ce programme). Par contre, les deux académies de service membres de la D-III, la marine marchande et la garde côtière, ne violent pas l'interdiction des bourses d'études sportives car tous les étudiants, qu'ils soient ou non des athlètes universitaires, reçoivent le même traitement, une bourse complète.
Un autre aspect qui distingue la D-III des autres divisions de la NCAA est qu'il est spécifiquement interdit aux institutions de la DIII d'utiliser la lettre d'intention nationale ou tout autre formulaire de pré-inscription qui n'est pas exécuté par d'autres étudiants potentiels de l'école. La NCAA prévoit une exception - un formulaire de signature standard et non contraignant qui peut être signé par l'étudiant et qui annonce de façon festive l'acceptation de son inscription. Cependant, ce formulaire ne peut pas être signé sur le campus de l'école et les membres du personnel de celle-ci ne peuvent pas être présents lors de la signature.

## Conférences multi-sports
- Allegheny Mountain Collegiate Conference (en)
- American Rivers Conference (en)
- American Southwest Conference (en)
- Atlantic East Conference (en)
- Centennial Conference (en)
- City University of New York Athletic Conference (en)
- Coast to Coast Athletic Conference (en)
- College Conference of Illinois and Wisconsin (en)
- Collegiate Conference of the South (en)
- Conference of New England (en)
- Empire 8 (en)
- Great Northeast Athletic Conference (en)
- Heartland Collegiate Athletic Conference (en)
- Lake Michigan Conference (en)
- Landmark Conference (en)
- Liberty League (en)
- Little East Conference (en)
- MAC Commonwealth (en)
- MAC Freedom (en)
- Massachusetts State College Athletic Conference (en)
- Michigan Intercollegiate Athletic Association (en)
- Midwest Conference (en)
- Minnesota Intercollegiate Athletic Conference (en)
- New England Small College Athletic Conference
- New England Women's and Men's Athletic Conference (en)
- New Jersey Athletic Conference (en)
- North Atlantic Conference (en)
- North Coast Athletic Conference (en)
- Northern Athletics Collegiate Conference (en)
- Northwest Conference (en)
- Ohio Athletic Conference (en)
- Old Dominion Athletic Conference (en)
- Presidents' Athletic Conference (en)
- Skyline Conference (en)
- Southern Athletic Association (en)
- Southern California Intercollegiate Athletic Conference (en)
- Southern Collegiate Athletic Conference (en)
- State University of New York Athletic Conference (en)
- St. Louis Intercollegiate Athletic Conference (en)
- United East Conference (en)
- University Athletic Association
- Upper Midwest Athletic Conference (en)
- USA South Athletic Conference (en)
- Wisconsin Intercollegiate Athletic Conference (en)

## Conférences centrées sur un seul sport

### Football américain
- Eastern Collegiate Football Conference (en)

### Hockey sur glace
- Colonial Hockey Conference (en) (femmes)
- ECAC West (en) (hommes et femmes)
- New England Hockey Conference (en) (hommes et femmes)
- Northern Collegiate Hockey Association (en) (hommes et femmes)
- United Collegiate Hockey Conference (en) (hommes et femmes)

### Crosse
- Midwest Lacrosse Conference (en) (hommes)
- Midwest Women's Lacrosse Conference (en) (femmes)

### Volley-ball masculin
- Continental Volleyball Conference (en)
- Midwest Collegiate Volleyball League (en)
- New England Collegiate Conference (en) – Exploité comme une conférence multisports de 2007 à 2023.
- United Volleyball Conference (en)

## Membres indépendants
Lien pour la liste des écoles indépendantes de la Division III (NCAA) (en)
Cinq écoles ont le statut d'indépendantes (non liées à une conférence) pour l'ensemble de leurs programmes sportifs :
- Université Asbury ;
- Université Bob Jones ;
- École Baptiste de Maranatha (en) ;
- Trinity Washington University (école pour filles uniquement et donc ne participant à aucune compétition masculine) ;
- Warren Wilson College (en);

Plusieurs autres écoles ne possèdent qu'un ou peu de programmes sportifs indépendants comme par exemple l'université Baptiste d'Eastern en Pennsylvanie pour le football américain.

## Membres évoluant partiellement en D-I
Dix écoles ont un ou deux programmes sportifs participant aux compétitions organisées en Division I (NCAA) :
- Colorado College (équipes masculine en hockey sur glace et féminine en football/soccer) ;
- Franklin and Marshall College (en) (équipe masculine en lutte) ;
- Hobart College (en) (équipe masculine en crosse) ;
- Institut polytechnique Rensselaer (équipes féminines et masculines en hockey sur glace) ;
- Massachusetts Institute of Technology (équipe féminine en aviron) ;
- Rochester Institute of Technology (équipes féminines et masculines en hockey sur glace) ;
- Union College (équipes féminines et masculines en hockey sur glace).
- Université Clarkson (équipes féminines et masculines en hockey sur glace) ;
- Université de St. Lawrence (équipes féminines et masculines en hockey sur glace) ;
- Université Johns-Hopkins (équipes féminines et masculines en crosse) ;

Pour les programmes sportifs de ces dix écoles évoluant en D-I, leurs étudiants-athlètes peuvent se voir attribuer une bourse sportive.
Néanmoins, la NCAA ne permet pas aux équipes de football américain et de basketball de participer aux championnats de la Division I. Depuis 1992 cependant, les équipes de football américain de D-III peuvent être inscrites dans la Pioneer Football League, une conférence de la NCAA Division I FCS au sein de laquelle aucune bourse sportive ne peut être accordée aux étudiants-athlètes.

## Liens annexes
- Liste des matchs de rivalité en football américain universitaire de la NCAA